# Zapovednik Karadagski
Zapovednik Karadagski (Russisch: Карадагский природный заповедник; Oekraïens: Карадазький природний заповідник; Krim-Tataars: Qara Dağ tabiat qoruğı; Къара Дагъ табиат къоругъы) is een strikt natuurreservaat gelegen op de Krim. De oprichting tot zapovednik vond plaats op 9 augustus 1979 per decreet (№ 386/1979) van de Raad van Ministers van de Oekraïense SSR. Het gebied valt sinds 6 mei 2014, evenals andere natuurreservaten op de Krim, onder het gezag van de Russische Federatie in de Republiek van de Krim. Op 29 juli 2004 werden de kliffen en het aanliggende gebied in de Zwarte Zee, toegevoegd aan de lijst van internationaal belangrijke watergebieden onder de Conventie van Ramsar. Karadagski heeft een oppervlakte van 28,74 km², waarvan 8,09 km² in de naastgelegen kustwateren.

## Het bergmassief
Zapovednik Karadagski werd opgericht om de overblijfselen van een oud vulkanisch massief te beschermen. Het reservaat omvat het Kara-Dag-massief — een oude, uitgedoofde vulkaan dat onderdeel is van het Krimgebergte. De hoogste top van het Kara-Dag-massief is de berg Svjata (577 meter). Er wordt gedacht dat het Kara-Dag-massief voor het laatst actief was in het Jura, circa 150 à 160 miljoen jaar geleden. Door verwering zijn oude lavastromen over een lengte van 5 kilometer bloot komen te liggen.

## Kenmerken
Op hoogten van 450 meter wordt de donzige eik (Quercus pubescens) aangetroffen. Samen met de Spaanse aak (Acer campestre) en de Atlantische pistache (Pistacia atlantica) zijn dit de belangrijkste bosvormende soorten in het reservaat. Bestanden met Griekse jeneverbes (Juniperus excelsa) komen ook voor. Andere terrestrische biotopen zijn rotsachtige hellingen, mediterraan struikgewas, bergsteppe en kustkliffen van maximaal 120 meter hoogte. De belangrijkste toeristische attractie is de 'Gouden Poort', een rots niet ver uit de kust, waar een poort uit is geslepen. De rots dankt zijn naam aan het geel gekleurde basalt, dat goudachtig uitslaat wanneer de zon er op schijnt. De kustwateren bereiken een diepte van maximaal 6 meter.

## Flora en fauna
Uit veldonderzoek is gebleken dat er in het gebied zeker 1.175 verschillende vaatplanten voorkomen, waarvan er 53 endemisch zijn voor de regio. Ook zijn er meer dan 1.700 soorten vlinders, 222 spinnen, 114 vissen, vier amfibieën, acht reptielen, 232 vogels en 35 zoogdieren vastgesteld. Typische vogels in Zapovednik Karadagski zijn de zomertortel (Streptopelia turtur), dwergooruil (Otus scops), nachtzwaluw (Caprimulgus europaeus), alpengierzwaluw (Tachymarptis melba), bonte tapuit (Oenanthe pleschanka), grijze gors (Emberiza cia) en ortolaan (Emberiza hortulana), maar ook de zeldzame sakervalk (Falco cherrug) leeft hier. Bovendien broeden er op de rotskusten, jaarlijks 110 à 170 paar kuifaalscholvers (Phalacrocorax aristotelis). In de grotten van het reservaat bevinden zich kolonies van de ingekorven vleermuis (Myotis emarginatus), kleine hoefijzerneus (Rhinolophus hipposideros) en andere vleermuissoorten. In de kustwateren worden periodiek ook tuimelaars (Tursiops truncatus) en bruinvissen (Phocoena phocoena) waargenomen. Onder de vele vlindersoorten bevinden zich de grote boswachter (Hipparchia fagi), kardinaalsmantel (Argynnis pandora), witbandzandoog (Brintesia circe) en koningspage (Iphiclides podalirius).

## Afbeeldingen

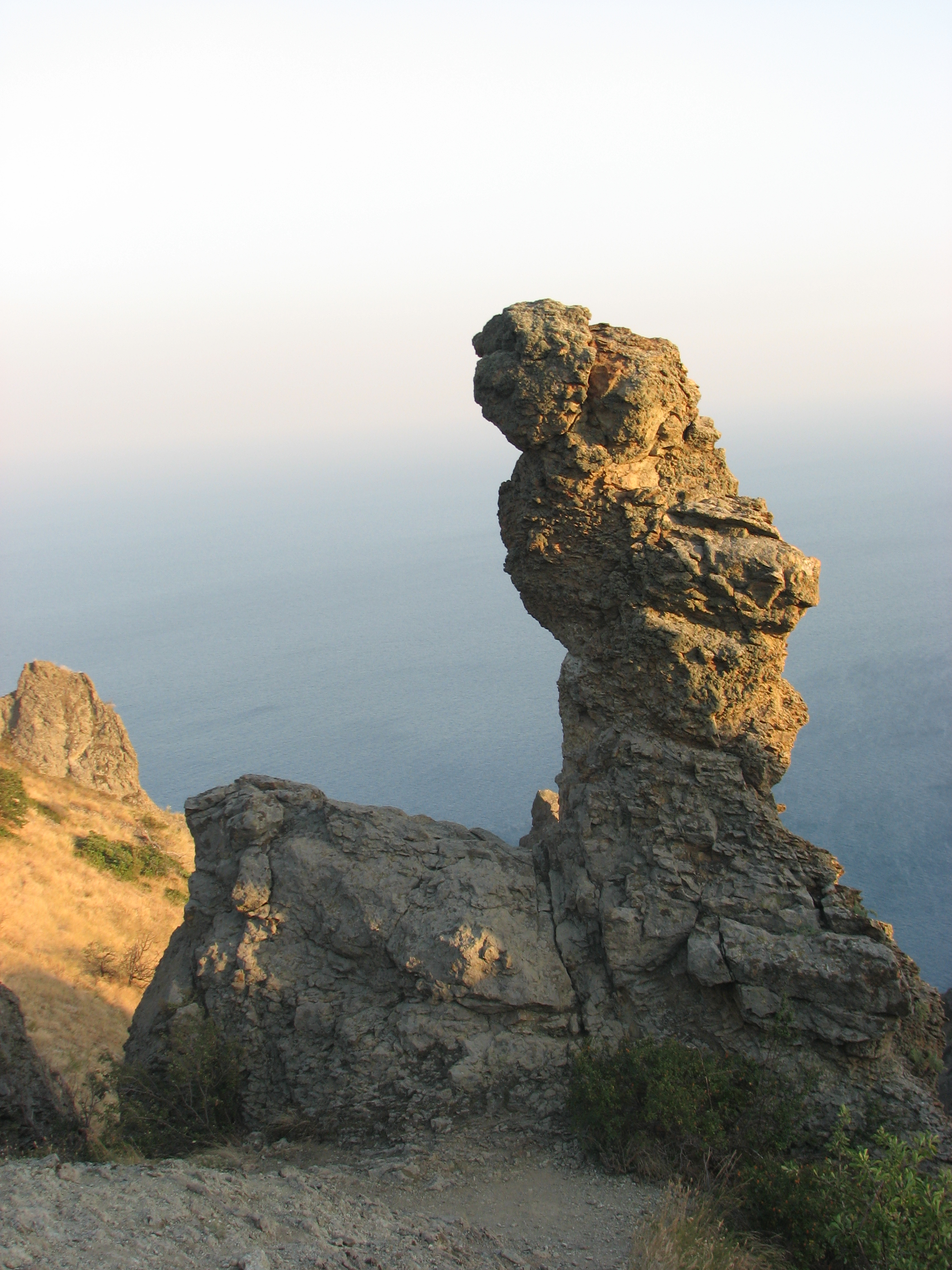
Vulkanische rotsformaties aan de kust.
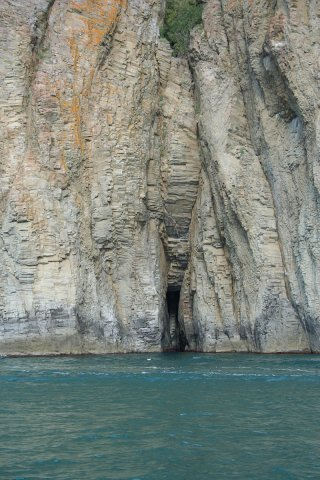
Zeegrot.
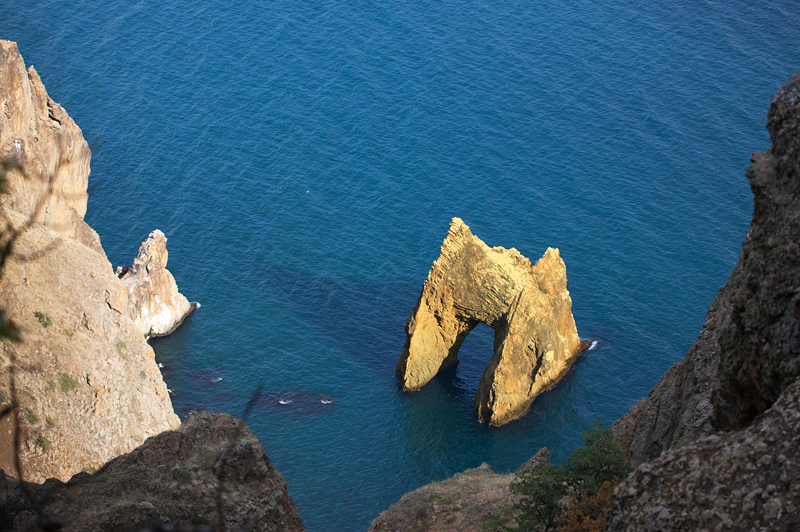
De 'Gouden Poort' van bovenaf gezien.
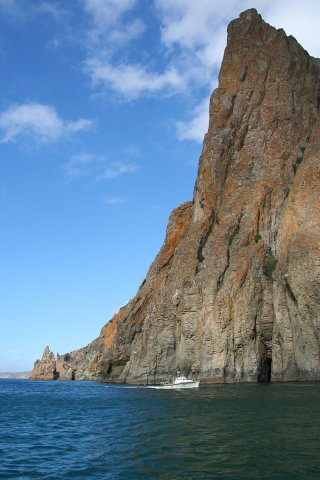
Zeekliffen.
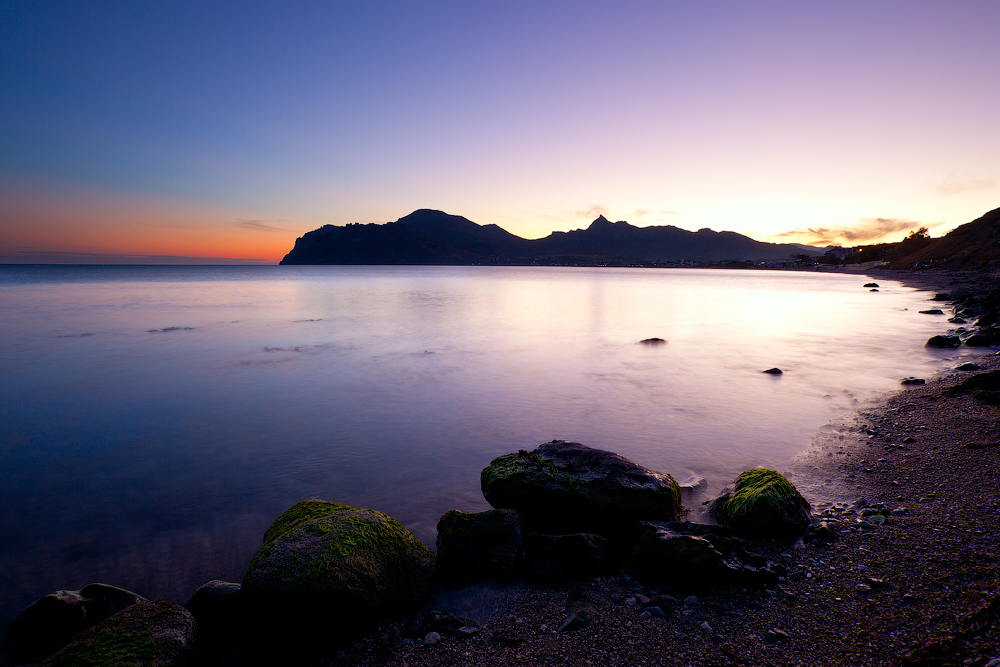
Uitzicht op Zapovednik Karadagski.
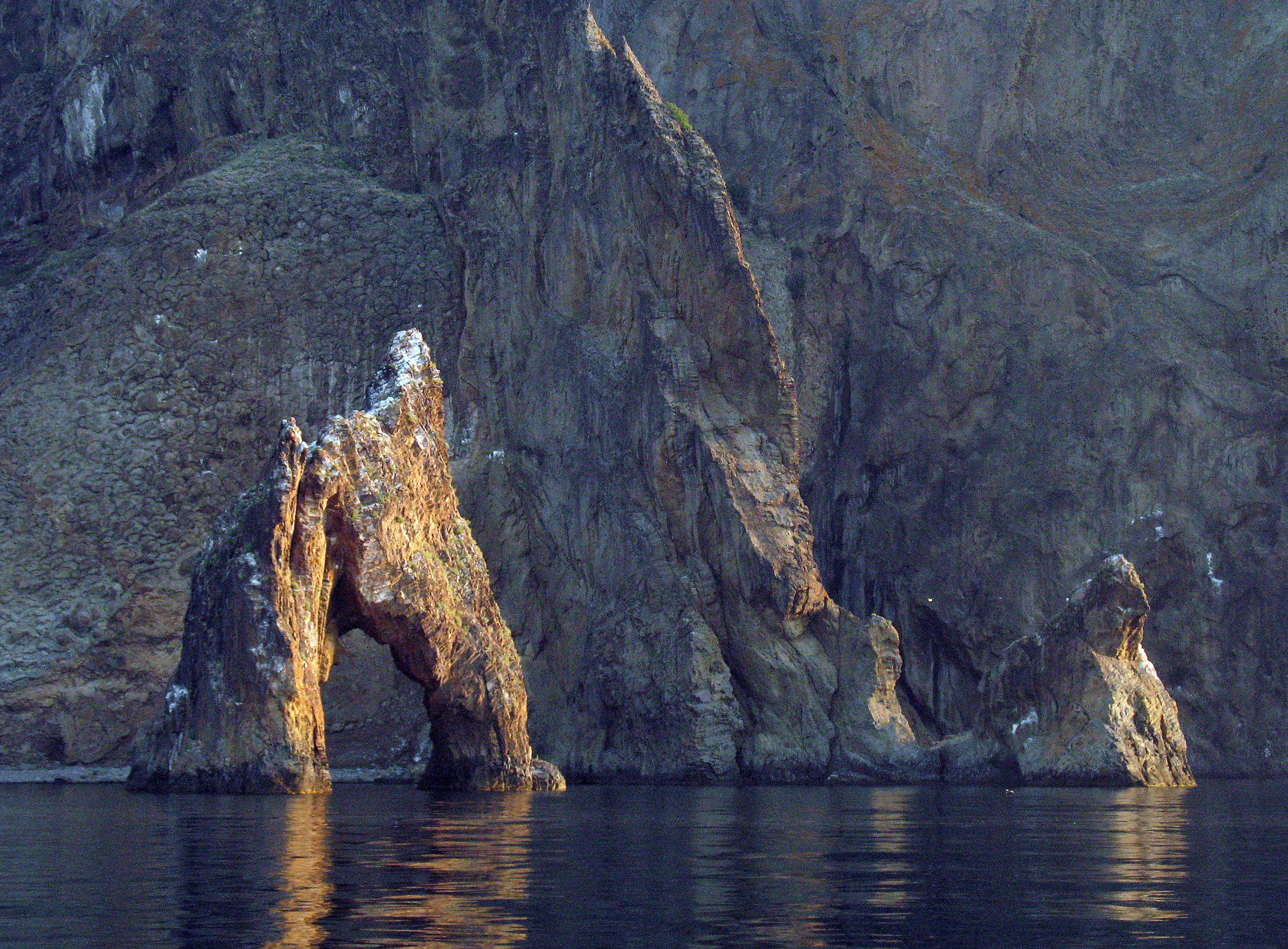
De 'Gouden Poort' vanaf de Zwarte Zee.
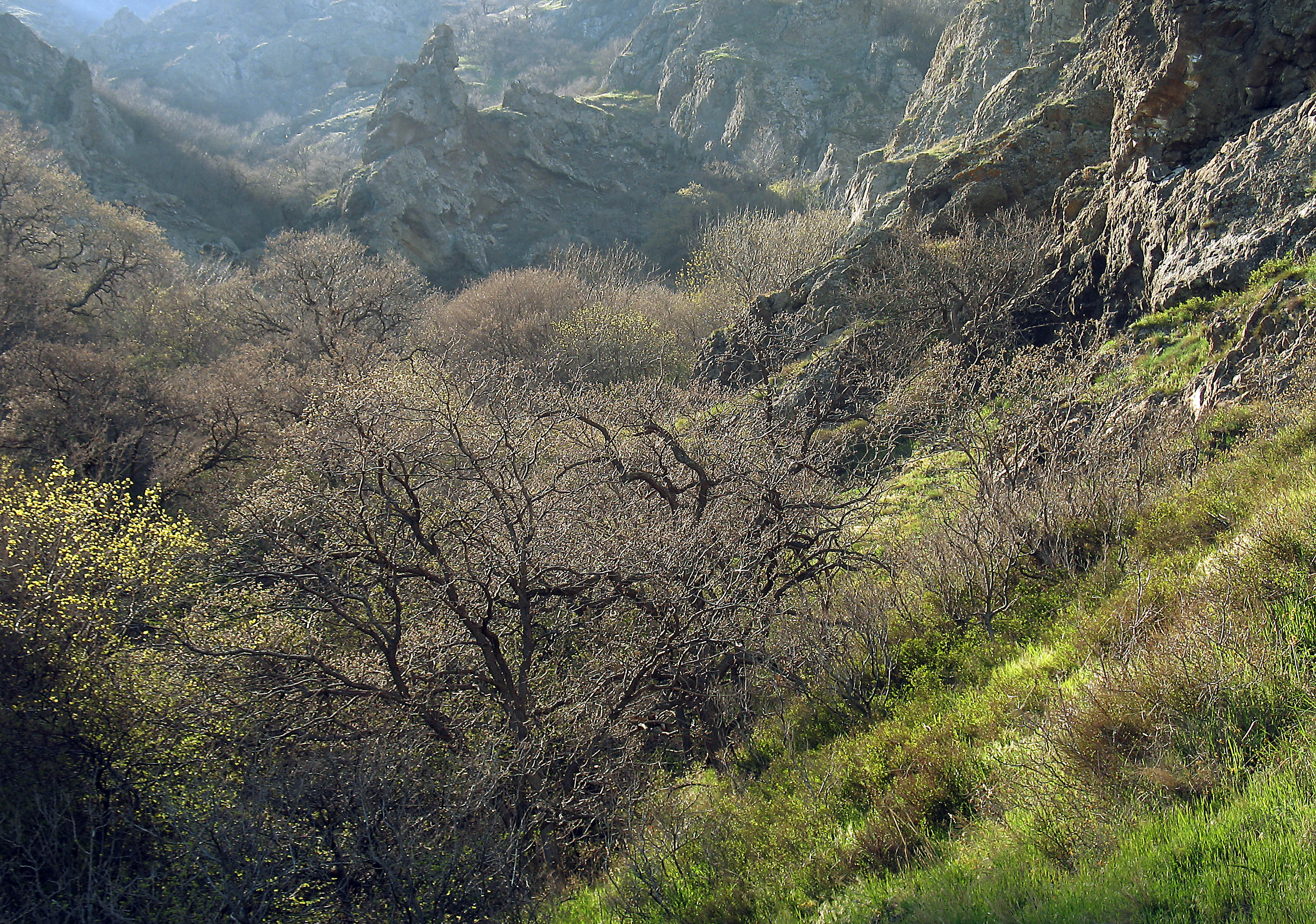
Vegetatie van het bergmassief.